# Villafranca de los Barros
Villafranca de los Barros – gmina w Hiszpanii, w prowincji Badajoz, w Estramadurze, o powierzchni 102,42 km². W 2011 roku gmina liczyła 13 329 mieszkańców.